# Hapoel Ra'anana
Hapoel Ra'anana este un club de fotbal israelian de fotbal din Ra'anana.